# Westafrikanisches Zwergschaf
Das Westafrikanische Zwergschaf oder Djallonké (nach der Region Fouta Djallon in Guinea und der dortigen ursprünglichen Bevölkerung, den Djallonké) repräsentiert die in Westafrika vorherrschende Hausschafrasse. Es wird hauptsächlich für Fleisch gezüchtet.

## Beschreibung
Das Westafrikanische Zwergschaf ist im Allgemeinen weiß oder gescheckt, wobei die vordere Hälfte schwarz und die hintere Hälfte weiß ist. Es gibt jedoch auch Schecken (hellbraun auf weiß) und Tiere mit schwarzem Bauchmuster. Der Kirdi-Typ ist vollständig schwarz. Die Widder wiegen ungefähr 27 kg, haben eine gut entwickelte Halskrause und sind normalerweise gehörnt. Die Hörner sind an der Basis breit, biegen sich nach hinten außen und dann wieder nach vorne, mit maximal eineinhalb Windungen. Mutterschafe wiegen etwa 22 kg und sind normalerweise hornlos, können aber gelegentlich auch schlanke, kurze Hörner haben. Die Ohren sind kurz und hängend, der Hals ist lang und schlank, die Brust tief, die Beine sind kurz, der Rücken ist lang und gewölbt, am Widerrist höher als am Schwanzkopf, und die Rute reicht bis zu den Sprunggelenken.
Im Durchschnitt produzieren Mutterschafe 1,15 bis 1,50 Lämmer pro Ablammung. Vertreter dieser Rasse wachsen langsam, wie in Nigeria in den letzten 1970er Jahren bewertet wurde. Die Gesamtwachstumsraten in den Altern 0–90, 91–150 und 151–350 Tagen betrugen 74, 49 und 34 g pro Tag. Die Rasse ist sehr tolerant gegenüber Trypanosomen, den Erregern der Schlafkrankheit. Es wird angenommen, dass die Rasse das ganze Jahr über in die Brunst geht.
Aus dem Westafrikanischen Zwergschaf ist das Kamerunschaf hervorgegangen.

## Internationale Zuchtbuch
Das internationale Zuchtbuch, das den Rassestandard darstellt, wird von der African Ornamental Breeders Association (AOBA) über ihre Tochterorganisation International Studbook for Djallonké Goats & Sheep (ISDGS) (Internationales Zuchtbuch für Djallonké-Ziegen und -Schafe) verwaltet. Dieses Zuchtbuch ist international in 32 Ländern in Afrika und Europa aktiv. Und erkennt das Kamerunschaf nicht als eigene Rasse, sondern als identisch an. Sie verweigert auch die Anerkennung des deutschen Rassestandards der Kamerunschaf.

## Verbreitungsgebiet
Das Westafrikanische Zwergschaf kommt in Westafrika vor. Sein Verbreitungsgebiet reicht vom Senegal bis zum Tschad, Gabun, Kamerun und der Republik Kongo. Es ist an das Leben in feuchten Waldgebieten, subhumiden Gebieten und Savannen angepasst. Der Kirdi oder Poulfouli ist eine ganz schwarze Variante, die im Norden Kameruns und im Südwesten des Tschads vorkommt.